# Pediobius hallami
Pediobius hallami är en stekelart som först beskrevs av Girault 1920.  Pediobius hallami ingår i släktet Pediobius och familjen finglanssteklar. Inga underarter finns listade i Catalogue of Life.